# شهرستان یونهه
شهرستان یونهه (به لاتین: Yunhe County) یک شهرستان‌های جمهوری خلق چین در چین است که در لیشای واقع شده‌است.
 شهرستان یونهه ۹۸۴ کیلومتر مربع مساحت و ۱۲۳٬۳۱۷ نفر جمعیت دارد.